# Wiesław Gawłowski
Wiesław Stanisław Gawłowski est un ancien joueur puis entraîneur polonais de volley-ball né le 19 mai 1950 à Tomaszów Mazowiecki (voïvodie de Łódź) et décédé le 14 janvier 2000 à Białobrzegi. Il mesurait 1,80 m et joue passeur. Il totalise 366 sélections en équipe de Pologne.

## Clubs
| Club             | De        | À         |
| ---------------- | --------- | --------- |
| AZS AWF Varsovie | 1969-1970 | 1972-1973 |
| Płomień Milowice | 1973-1974 | 1979-1980 |
| Vianello Pescara | 1980-1981 | 1984-1985 |
| Pallavolo Pineto | 1985-1986 | 1989-1990 |

## Palmarès

### Club et équipe nationale
- Jeux olympiques (1)
  - Vainqueur : 1976
- Championnat du monde (1)
  - Vainqueur : 1974
- Championnat d'Europe
  - Finaliste : 1975, 1977, 1979
- Ligue des champions (1)
  - Vainqueur : 1978
- Championnat de Pologne (2)
  - Vainqueur : 1977, 1979
  - Finaliste : 1970, 1975, 1976